# Leptodactylus viridis
Leptodactylus viridis är en groddjursart som beskrevs av Jorge Jim och Spirandeli Cruz 1973. Leptodactylus viridis ingår i släktet Leptodactylus och familjen tandpaddor. IUCN kategoriserar arten globalt som otillräckligt studerad. Inga underarter finns listade i Catalogue of Life.